# Mookambika
Mookambika (मुकाम्बिका, Mūkāṃbikā) hinduistička je božica, oblik vrhovne božice Adi Parashakti. Često ju prikazuju s tri oka i četiri ruke te ju posebno štuju u Karnataki, Kerali i Tamil Naduu. Božica je poznata i kao Mooghambighai Amma ili Thaai Mooghambighai (amma/thaai = „majka”).

## Mitologija
Prema mitu, Mookambika je zapravo inkarnacija Šivine supruge Parvati, koja je u ovom obliku pobijedila demona zvanog Mookasura.

## Poveznice
- Hram božice Mookambike, Kollur